# Richard Zoozmann

Richard Zoozmann

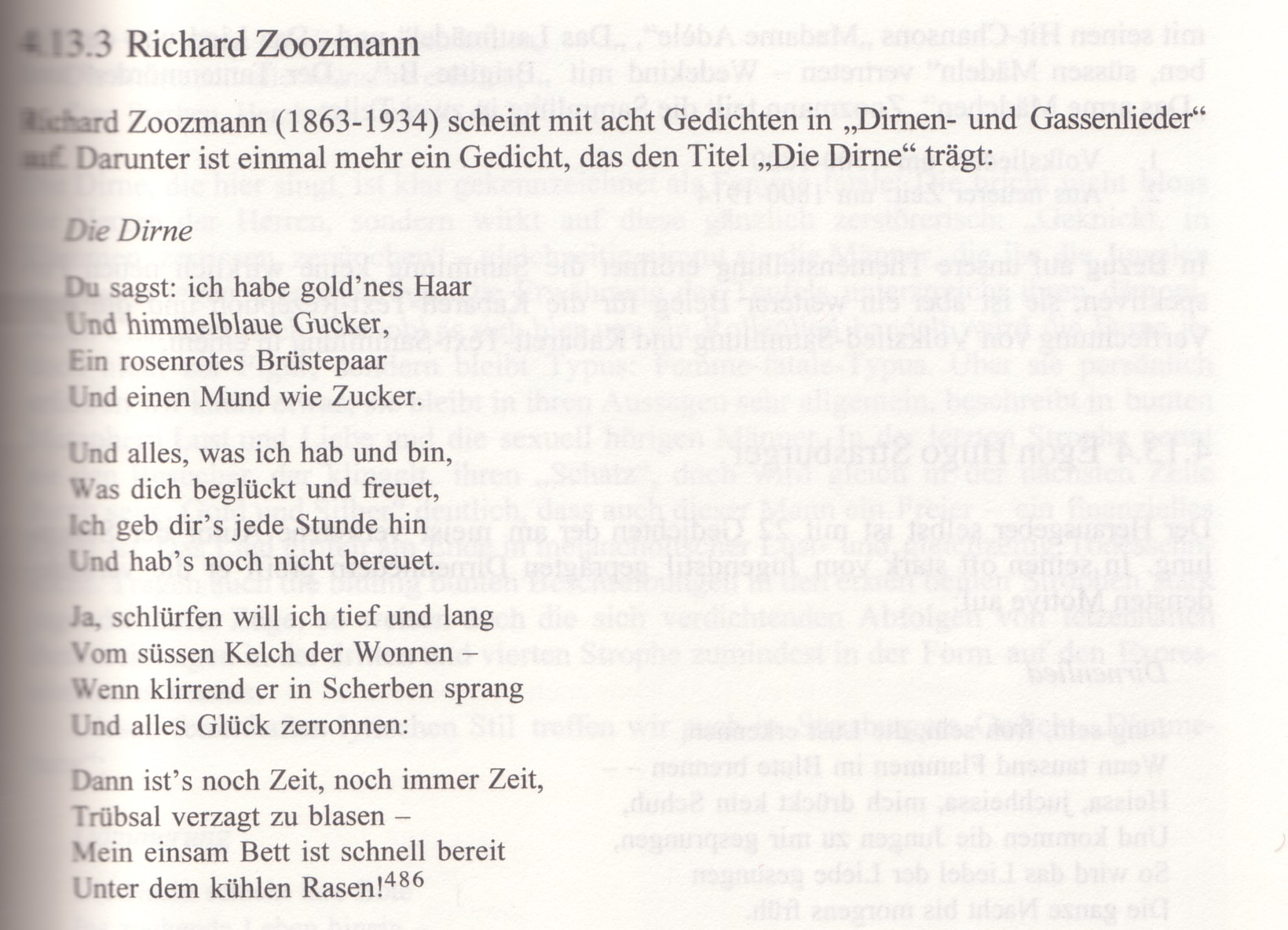
Richard Zoozmann: Die Dirne.

Richard Hugo Max Zoozmann, Pseudonyme Richard Hugo und Hugo Zürner (* 13. März 1863 in Berlin; † 15. Februar 1934 in Karlsruhe) war ein deutscher Autor, Bearbeiter und Redakteur.

## Leben
Richard Zoozmann besuchte das Realgymnasium in Berlin und wurde Bankbeamter. Er trug eine große Bibliothek zusammen und sammelte besonders Drucke des Reformationszeitalters. In der Dresdener Bibliothek der Bibliophilen gab er Schriften von Hans Sachs, Christian Reuters Schelmuffski, Abraham a Santa Claras Etwas für Alle und Ulrich von Huttens Gesprächsbüchlein heraus.
Zoozmann trat als Lyriker, Epiker, Dramatiker, Übersetzer und Bearbeiter hervor und schrieb auch unter den Pseudonymen Richard Hugo, Hugo Zürner usw. Er übersetzte englische und russische Literatur ins Deutsche, von Charles Dickens, Oscar Wilde, Lew Wallace, Walter Scott und James Fenimore Cooper. Zudem übertrug er den Roman Quo Vadis von Henryk Sienkiewicz aus dem Polnischen, Gedichte von Walther von der Vogelweide aus dem Mittelhochdeutschen sowie Werke Dantes aus dem Italienischen (vor allem bekannt dank seiner Übersetzung der "Göttliche Komödie").
Zoozmann verbrachte den Sommer oft an der Woltersdorfer Schleuse, einer beliebten Ausflugsgegend für Berliner. Er engagierte sich auch für den hiesigen Verschönerungsverein und brachte mehrere Gedicht- und Liedersammlungen über Woltersdorf und die Schleuse heraus.
Heute ist er vor allen Dingen noch durch die von ihm besorgte Zitatensammlung bekannt. Die alphabetische Sortierung der Geflügelten Worte richtet sich darin nicht nach den Zitatanfängen, sondern nach deren als ‚ausschlaggebend‘ angesehenem Zentralwort. (Beispiel: Die Axt im Haus erspart den Zimmermann von Schiller steht nicht unter „D“, sondern unter „A“.) Zoozmanns Zitatenschatz erschien erstmals 1910 und erfuhr zu seinen Lebzeiten sechs Auflagen; Neuauflagen nach seinem Tod wurden von anderen Bearbeitern herausgegeben. Im Jahre 1910 erschien der von ihm neu bearbeitete "Wolffs Poetischer Hausschatz" (beide Teile in einem Band).
Richard Zoozmann hatte die letzten Jahre bis zu seinem Tod seinen Wohnsitz in Bad Herrenalb im Schwarzwald, wo er auch begraben liegt.

## Ehrungen
In Woltersdorf wurde an der Strandpromenade ein Steig nach ihm benannt. Außerdem steht am Zoozmannsteig eine Gedenktafel für ihn.

## Werke
- Seltsame Geschichten. Ein Liederzyklus. Zürich, Verlags-Magazin, ca. 1891.
- Geflügelte Worte. 1910; ab der 7. Auflage bearbeitet von Karl Quenzel; 8. Auflage, besorgt von Otto A. Kielmeyer, Berlin 1960.
- Allerlei fürs Kinderherz. 2 Bände. Meidinger, Berlin 1913.
- als Hrsg.: Unartige Musenkinder. Ein buntes Sträußchen lustiger Pflanzen, aus Treibhausbeeten alter und neuer Zeit. Hesse & Becker, Leipzig 1915.DNB-Link
- als Hrsg.: Bunter Abend: Eine Auslese von ernsten u. heiteren Vortragsstücken, 1.–10. Tsd., Hesse & Becker Verlag, Leipzig 1922.
- Zitaten- und Sentenzenschatz der Weltliteratur alter und neuer Zeit. Hesse & Becker, Leipzig 1910.
Neuausgaben:
  - Zitaten- und Sentenzenschatz der Weltliteratur alter und neuer Zeit. Eine Sammlung von Zitaten, Sentenzen, geflügelten Worten, Aphorismen, Epigrammen ... Grabschriften usw. nach Schlagworten. Neue, wesentlich verbesserte und vermehrte Ausgabe. Hesse & Becker, Leipzig 1911. (Digitalisat)
  - mit Otto A. Kielmeyer (Bearbeiter): Zitatenschatz der Weltliteratur. Komet, Köln 2003, ISBN 3-89836-333-3.
  - mit Dieter Lembke (Bearbeiter): Der Zitatenschatz der Weltliteratur. Anaconda, Köln 2010, ISBN 978-3-86647-512-0.